# Telekommunikationstjänst
Telekommunikationstjänst, eller teletjänst, avser arbete som utförs av en aktör inom telekommunikationsbranschen, vanligen ett företag, på uppdrag av en kund, finansierat genom till exempel avgifter eller reklam.
Teletjänster innefattar: 
- Kommunikationstjänster eller nättjänster, det vill säga abonnemangsform som ger access till telekommunikationsnätverk, och som levereras av internetleverantörer, mobiloperatörer, och andra teleoperatörer.
- Mervärdestjänster, till exempel medflyttning, vidarekoppling och intelligenta nätverkstjänster.
- Innehållstjänster, till exempel internettjänster, betalsamtalstjänster (exempelvis interaktiva frågesporter och datinglinjer), callcentertjänster och wap-portaler.

Detta ska skiljas från användningen av begreppet tjänst eller kommunikationstjänst i teknisk bemärkelse inom tele- och datakommunikationsområdet, exempelvis webbtjänst. I det sammanhanget avses arbete som utförs av en programvara eller en utrustning åt en människa (och är då synonymt med tillämpning) eller åt annan programvara eller utrustning. En data/telekommunikationstjänst följer ett kommunikationsprotokoll, till exempel ett applikationsprotokoll om tjänsten utförs åt en människa.  